# ZTR Zaporizjzja
Håndboldklubben "ZTR" (ukrainsk: Гандбольний клуб "ZTR") er en håndboldklub fra Zaporizjzja, Ukraine. I øjeblikket  spiller klubben i Ukraines håndboldsuperliga (mænd).

## Meritter
- EHF Cup: 1
  - Vinder: 1983
  - Finalist: 1985

- Ukraines håndboldsuperliga (mænd) 14
  - Vinder: 1993, 1995, 1998, 1999, 2000, 2001, 2003, 2004, 2005, 2007, 2008, 2009, 2010, 2011

- Ukraines håndboldcup: 2
  - Vinder: 2001, 2011